# NGC 2406
NGC 2406 ist eine elliptische Galaxie im Sternbild Zwillinge auf der Ekliptik. Sie ist schätzungsweise 367 Millionen Lichtjahre von der Milchstraße entfernt und hat einen Durchmesser von etwa 75.000 Lichtjahren. 

Im selben Himmelsareal befindet sich u. a. die Galaxie NGC 2407 und NGC 2411.
Das Objekt wurde am 7. Februar 1885 von Édouard Stephan entdeckt.